# Кулундинска степ
Кулундѝнската степ или Кулундинска равнина, Кулунда (на руски: Кулундинская степь, Кулундинская равнина, Кулунда) е обширна равнина в южната част на Западносибирската равнина, в пределите на Новосибирска област (югозападната част) и Алтайски край (западната част) на Русия и Павлодарска (източната част) Североказахстанска област (северозападната част) на Казахстан.
Простира се между реките Иртиш на запад и Об на изток, на югоизток достига до западните разклонения на планината Алтай, а на север постепенно преминава в Барабинската низина. Площ около 100 хил.km2. В централните ѝ части надморската височина е 100 – 120 m, а на юг нараства до 200 – 250 m.
За релефа на равнината са характерни редуващите се високи до 50 – 60 m ридове („гриви“), разтегнати от североизток на югозапад, и разделящите ги понижения, заети от речни долини (Кучук, Кулунда, Бурла и др.) и безотточни езера със солена или горчиво-солена вода (Кулундинско, Кучукско, Петуховски езера и др.). Климатът е континентален. Средна януарска температура от –17 °C до –19 °C, средна юлска 19-22 °C. Годишно количество на валежите 250 – 350 mm. Преобладават степните ландшафти: на север и изток злакови степи, развити върху южни черноземни почви, а на юг и запад – полино-злакови степи върху кафяви почви с лек механичен състав. По долините на реките се срещат дълги и тесни малки горички от бор, бреза и осика, развити върху оподзолени и ливадни почви.
Кулундинската степ е важен селскостопански район на Русия и Казахстан. Значителна част от нея е разорана и заета от зърнени (предимно твърда пшеница) и технически култури. На места се използва изкуствено напояване.